# Moraleja de Sayago (kommunhuvudort)
Moraleja de Sayago är en kommunhuvudort i Spanien.   Den ligger i provinsen Provincia de Zamora och regionen Kastilien och Leon, i den centrala delen av landet, 210 km väster om huvudstaden Madrid. Moraleja de Sayago ligger 794 meter över havet och antalet invånare är 288.
Terrängen runt Moraleja de Sayago är platt. Runt Moraleja de Sayago är det mycket glesbefolkat, med 7 invånare per kvadratkilometer. Närmaste större samhälle är Ledesma, 9,0 km söder om Moraleja de Sayago. Trakten runt Moraleja de Sayago består i huvudsak av gräsmarker.